# Gerd Schenker
Gerd Schenker (* 2. Juni 1948 in Zeulenroda) ist ein deutscher Schlagzeuger.

## Leben
Schenker besuchte von 1963 bis 1965 die Spezialschule für Musik Berlin. Von 1965 bis 1969 studierte er Schlagzeug bei Otto Reil an der Hochschule für Musik „Hanns Eisler“ Berlin. Von 1968 bis 1972 wirkte er als Schlagzeuger an der Volksbühne Berlin.
Seit 1972 ist er am Rundfunk-Sinfonie-Orchester Leipzig (heute: MDR-Sinfonieorchester) engagiert. 1975 wurde er Solo-Schlagzeuger. Von 1974 bis 1993 war er zudem Mitglied der Gruppe Neue Musik Hanns Eisler. Mit dem Ensemble erhielt er den Kunstpreis der DDR (1980), den Kunstpreis der Stadt Leipzig (1986) und den Schneider-Schott-Musikpreis Mainz (1991). 1978 gründete er das Leipziger Schlagzeug-Duo und 1982 das Leipziger Schlagzeugensemble.
Er führte unter anderem Kompositionen von Paul-Heinz Dittrich, Reiner Bredemeyer, Ruth Zechlin, Bernd Franke, Karl Ottomar Treibmann, Friedrich Schenker (Bruder von Gerd Schenker) und Krzysztof Meyer urauf. Er ist Mitglied des Forums Zeitgenössischer Musik Leipzig. Schenker betätigt sich als Herausgeber von Schlagzeug-Literatur.